# Resolució 615 del Consell de Seguretat de les Nacions Unides
La Resolució 615 del Consell de Seguretat de les Nacions Unides, aprovada per unanimitat el 17 de juny de 1988,després de reafirmar les resolucions 503 (1982), 525 (1982), 533 (1983), 547 (1984) i 610 (1988) expressant consternació per la imposició de penes de mort als activistes anti-apartheid, el Consell assenyala la deteriorada situació a Sud-àfrica.
La resolució expressa la profunda preocupació per les restriccions a divuit activistes i organitzacions anti-apartheid, així com la detenció dels líders de l'església el 29 de febrer de 1988, cosa que "soscava les possibilitats d'una solució pacífica de la situació de Sud-àfrica."
Pel que fa als sis de Sharpeville, el Consell ha expressat la seva preocupació pel rebuig de la seva apel·lació i la negativa a reobrir el cas pel Tribunal Suprem de Pretòria el 13 de juny de 1988. La resolució crida al Govern de Sud-àfrica perquè commuti les penes de mort als sis activistes, imposades desafiant l'opinió mundial segons diu el Consell, qui insta als altres estats membres a utilitzar les seves influències per pressionar Sud-àfrica per tal de salvar la vida a sis activistes antiapartheid.
La pressió exterior va conduir finalment a la commutació de les sis penes de mort a penes de 18-25 anys de presó pel president Pieter Willem Botha. Entre 1991 i 1992 tots ells foren posats en llibertat.